# Лебединский, Владимир Иванович
Владимир Иванович  Лебединский (4 июня 1918, Харьков — 30 ноября 2012, Симферополь, Автономная Республика Крым, Украина) — советский и украинский учёный, популяризатор геологических знаний, исследователь и крымовед. Автор многочисленных научно-популярных публикаций по петрографии и петрологии. Доктор геолого-минералогических наук; профессор.

## Биография
В 1941 окончил Харьковский университет по специальности палеонтология, планируя работать в геологических партиях на Колыме.
После начала Великой Отечественной войны, в первых числах августа 1941, вместе с группой сокурсников-геологов прибыл в Магадан для поиска и разведки стратегических запасов золота и олова. Единственный из всей группы был направлен на поиск месторождений оловянного камня (касситерита). Несколько лет проработал на Колыме в крайне тяжёлых и опасных условиях, в районах так называемых «белых пятен» — мест, ещё не нанесённых на топографические карты. Было открыто несколько перспективных районов в среднем течении реки Колымы. По этим маршрутам были организованы геологоразведочные работы. Спустя некоторое время оловянные месторождения уже начинали снабжать фронт.
Весной 1945-го погибла половина Джагынской партии, которую возглавлял В. И. Лебединский, когда на реке Сугой перевернулся катер. Спаслось только шесть человек.
В качестве рабочих геологопоисковым партиям придавались заключённые ГУЛАГа, осужденные по незначительным уголовным статьям («социально-близкие элементы»), зимовать с которыми приходилось в одном бараке.
Специальность палеонтолога на Крайнем Севере оказалась абсолютно не востребованой, и В. И. Лебединскому пришлось переучиваться на петрографа. Большую поддержку в этом оказал всемирно известный учёный Анатолий Капитонович Болдырев (в то время отбывавший срок по 58-й политической статье). Он читал группе геологов свой курс под названием — «Этюды по высшей минералогии». С тех пор горные породы и минералы стали для В. И. Лебединского единственной специальностью.
С 1947 по 1950 г. — аспирант института геологических наук Академии наук УССР. С 1950 г. — кандидат геолого-минералогических наук.
С 1950 по 1957 г. — доцент Днепропетровского университета. Научные исследования этого периода связаны с петрографией Украинского кристаллического щита. С 1955 по 1957 г. — преподаватель Пекинского геологического института; подготовил 7 кандидатов наук, изучал четвертичные вулканы северо-востока Китая.
С 1957 по 1976 год работал в Институте минеральных ресурсов в Симферополе — заместителем директора и заведующим отдела. С 1963 г. — доктор геолого-минералогических наук. Изучал древний вулканизм и неметаллические полезные ископаемые Крыма, Советских Карпат и Донбасса.
С 1968 по 1969 год — преподаватель Кабульского политехнического института в Королевстве Афганистан.
С 1976 по 1990 работал в Симферопольском филиале Днепропетровского инженерно-строительного института, с 1979 г. — профессор.
Решением президента Украины № 112 от 21 марта 2000 г. профессору В.И. Лебединскому, как выдающемуся деятелю науки, установлена государственная стипендия с 2000 по 2004 годы.

## Научные исследования
Изучал геологию Крыма и уникальные геологические памятники полуострова. Написал более 20 книг по геологии Крыма, молодом и древнем вулканизме Земли, о горных породах и роли камня в истории человечества.
Основные направления профессиональной деятельности: петрография, минералогия, литология, палеовулканизм и крымоведение. Изучал вещественный состав и генезис магматических пород Крыма, Карпат и Донбасса; установил происхождение спилитокератофировых формаций Украины, палеовулканические реконструкции Крыма, Карпат и Донбасса. В. И. Лебединский разрабатывал геологические экскурсии по Крыму и детально изучал уникальные геологические памятники полуострова. Ряд его книг посвящён популяризации геологических наук и роли камня в жизни человека. С 1960-х занимался почти исключительно петрографией и краеведением Крыма, публикуя по этим темам множество работ. Многие из книг В.И. Лебединского награждены диплом всесоюзных конкурсов.

Его жизненное кредо: "Сказал - сделал!".
Владимиру Ивановичу Лебединскому, человеку и романтику, увлеченному геологией и Крымом, коллеги посвятили следующие строки:
```
Да! Много сделано маршрутов.
Эпохи, люди, города!
И в те застойные года,
И в годы веры, и надежд
Надежным компасом всегда 
Была любовь, были друзья,
Вулканы, книги, дел поток
И верный спутник всех дорог - 
Из рейн-металла молоток!
```

## Публикации
- Лебединский В. И. По вулканическим местам Крыма. — Симферополь: Крымиздат, 1961. — 59 с. — 3000 экз.
- Лебединский В. И., Макаров Н. Н. Вулканизм Горного Крыма / Акад. наук УССР. Ин-т минер. ресурсов. — Киев: Изд-во АН УССР, 1962. — 208 с.
- Лебединский В. И. Вулканы — грозное явление природы. — Киев: Изд-во АН УССР, 1963. — 108 с. — (Научно-популярная литература).
- Лебединский В. И. По вулканическим местам Крыма. — Изд. 2-е, перераб. и доп.. — Симферополь: Крымиздат, 1964. — 111 с. — 13 000 экз.
- Лебединский В. И., Шалимов А. И. Загадки земных недр. — Киев: Наукова думка, 1965. — 184 с.
- Лебединский В. И. Вулканы и человек. — М.: Недра, 1967. — 204 с.
- Лебединский В. И. С геологическим молотком по Крыму. — М.: Недра, 1967. — 216 с. (обл.)
- Лебедев А. П., Лебединский В. И. Популярная петрография. — М.: Наука, 1968. — 224 с.
- Лебединский В. И. Геологические экскурсии по Крыму. — Симферополь: Крим, 1969. — 120 с. — 10 000 экз.
- Лебединский В. И. Вулканическая корона Великой равнины. — М.: Наука, 1973. — 192 с. — (Настоящее и будущее Земли и человечества). — 14 000 экз.
- Лебединский В. И. В удивительном мире камня. — М.: Недра, 1973. — 200, [14] с.
- Лебединский В. И., Кириченко Л. П. Камень и человек. — М.: Наука, 1974. — 216 с. — (Настоящее и будущее Земли и человечества). — 50 000 экз.
- Лебединский В. И. С геологическим молотком по Крыму. — Изд. 2-е, перераб. и доп. — М.: Недра, 1974. — 208 с. — 22 600 экз.
- Лебединский В. И. Геологические экскурсии по Крыму: Путеводитель. — Изд. 2-е, доп. — Симферополь: Таврия, 1976. — 144 с. — 50 000 экз.
- Лебединский В. И. В удивительном мире камня. — Изд. 2-е, перераб. и доп. — М.: Недра, 1978. — 160 с. (обл.)
- Лебединский В. И. С геологическим молотком по Крыму. — Изд. 3-е, перераб. и доп. — М.: Недра, 1982. — 160 с. — 100 000 экз. Библиогр.: с. 157 - 158.
- Лебединский В. И. В удивительном мире камня. — Изд. 3-е, перераб. и доп. — М.: Недра, 1985. — 224 с. — 200 000 экз. (обл.)
- Лебединский В. И. Геологические экскурсии по Крыму: Путеводитель. — 3-е, перераб. — Симферополь: Таврия, 1988. — 144 с.
- Лебединский В. И., Кириченко Л. П. Книга о камне. — М.: Недра, 1989. — 192 с. — (Научно-популярная библиотека школьника). — 50 000 экз. — ISBN 5-247-00175-3.
- Лебединский В. И. Партенитская долина от моря и до гор: достопримечательности. — Симферополь: СОНАТ, 1999. — 88 с. — ISBN 966-7347-17-6.
- Лебединский В. И., Кириченко Л. П. Крым — музей под открытым небом. — Симферополь: СОНАТ, 2002. — 184 с. — (Новый Крымский путеводитель). — 5000 экз. — ISBN 966-7347-95-8.

### Статьи
- Лебединский В. Поэзия камня (О творчестве А. А. Малахова) // В мире книг, 1968, № 6. – С. 9.